# Mistrzostwa Azji w rugby 7 mężczyzn
Mistrzostwa Azji w rugby 7 mężczyzn – oficjalne międzynarodowe zawody rugby 7 o zasięgu kontynentalnym, organizowane przez Asia Rugby cyklicznie od 2009 roku mające na celu wyłonienie najlepszej męskiej reprezentacji narodowej w tej dyscyplinie sportu w Azji. W imprezie mogą brać udział wyłącznie reprezentacje państw, których krajowe związki rugby są oficjalnymi członkami Asia Rugby.
Celem Asia Rugby Sevens Series, prócz podniesienia poziomu sportowego męskich azjatyckich reprezentacji w rugby 7, było stworzenie podstawy do obejmującego je rankingu, który mógłby być następnie używany w kolejnych turniejach pod egidą Asia Rugby, multisportowych zawodach (jak igrzyska azjatyckie czy Azji Wschodniej) oraz wyboru zespołów do uczestnictwa w World Rugby Sevens Series.
W 2011 roku trzysezonową umowę jako sponsor tytularny zawodów podpisał HSBC, zapowiedziano jednocześnie, że liczba turniejów rankingowych będzie się zwiększać co roku o jeden, osiągając rok później trzy, a w 2013 roku cztery turnieje. Z uwagi na Igrzyska Azjatyckie 2014 cykl został skrócony do trzech turniejów, w tym dwa odbyły się w nowych lokalizacjach. W roku 2015 mistrzostwa miały być także kwalifikacją do turnieju Rugby 7 na Letnich Igrzyskach Olimpijskich 2016, jednak ostatecznie z uwagi na start Japonii w Pucharze Świata 2015 azjatyckie eliminacje zostały rozegrane w formie oddzielnego turnieju.

## Zwycięzcy
| Edycja | Miejsce      | Zwycięzca        | Źródło |
| ------ | ------------ | ---------------- | ------ |
| 2009   | dwie rundy   | Japonia          |        |
| 2010   | dwie rundy   | Korea Południowa |        |
| 2011   | dwie rundy   | Japonia          |        |
| 2012   | trzy rundy   | Hongkong         |        |
| 2013   | cztery rundy | Japonia          |        |
| 2014   | trzy rundy   | Hongkong         |        |
| 2015   | trzy rundy   | Japonia          |        |
| 2016   | trzy rundy   | Hongkong         |        |
| 2017   | trzy rundy   | Japonia          |        |
| 2018   | trzy rundy   | Japonia          |        |
| 2019   | trzy rundy   | Japonia          |        |
| 2021   | Dubaj        | Hongkong         |        |
| 2022   | trzy rundy   | Hongkong         |        |